# Pojezierze Myśliborskie
Pojezierze Myśliborskie este o arie protejată (sit de importanță comunitară — SCI) din Polonia întinsă pe o suprafață de 4.406,84 ha, integral pe uscat.

## Localizare
Centrul sitului Pojezierze Myśliborskie este situat la coordonatele 52°59′02″N 14°56′12″E / 52.984°N 14.9366°E.

## Înființare
Situl Pojezierze Myśliborskie a fost declarat sit de importanță comunitară în aprilie 2004 pentru a proteja 1 specie de plante și 3 specii de animale.

## Biodiversitate
Situată în ecoregiunea continentală, aria protejată conține 12 habitate naturale: Pajiști cu Molinia pe soluri calcaroase, turboase sau argilos-nămoloase (Molinion caeruleae), Fânețe de joasă altitudine (Alopecurus pratensis, Sanguisorba officinalis), Mlaștini calcaroase cu Cladium mariscus și specii de Caricion davallianae, Mlaștini alcaline, Păduri de fag Asperulo-Fagetum, Păduri de stejar sau de stejar și carpen sub-atlantice și medio-europene de Carpinion betuli, Mlaștini împădurite, Păduri aluvionare cu Alnus glutinosa și Fraxinus excelsior (Alno-Padion, Alnion incanae, Salicion albae), Păduri mixte riverane de Quercus robur, Ulmus laevis și Ulmus minor, Fraxinus excelsior sau Fraxinus angustifolia, de-a lungul marilor râuri (Ulmenion minoris), Ape puternic oligomezotrofe cu vegetație bentonică cu Chara spp., Lacuri eutrofice naturale cu vegetație de tip Magnopotamion sau Hydrocharition, Pajiști uscate seminaturale și facies de acoperire cu tufișuri pe substraturi calcaroase (Festuco-Brometalia) (* situri importante pentru orhidee).
La baza desemnării sitului se află mai multe specii protejate:
- plante (1): moșișoare (Liparis loeselii)
- amfibieni (1): buhai de baltă cu burta roșie (Bombina bombina)
- pești (2): zvârluga (Cobitis taenia), zglăvoacă (Cottus gobio)